# محمد العروش
محمد العروش (6 أبريل 2004) هو لاعب كرة قدم، يلعب كلاعب خط وسط في نادي ليون في الدوري الفرنسي الدرجة الأولى.

## حياته المهنية
وُلِد العروش في مدينة أورانج في عائلة من أصول مغربية. بدأ مسيرته الكروية في نادي سبورتينغ كلوب دي أورانج المحلي في عام 2009. وبسبب مهاراته، حظي باهتمام العديد من الأندية الفرنسية (باريس سان جيرمان، أولمبيك مارسيليا، موناكو، نيس...) وحتى الإنجليزية (مانشستر سيتي...). لكن اختياره وقع على ليون، الذي انضم إليه في عام 2018.
وفي يوليو 2021، وقع أول عقد احترافي له مع النادي، لمدة ثلاثة مواسم، حتى 30 يونيو 2024. يعتبره الإعلام أحد أكبر المواهب التي أنتجتها أكاديمية أولمبيك ليون على الإطلاق.
خلال موسم 2021-22، لعب العروش دورًا حاسمًا في حملة ليون الناجحة لكأس جامبارديلا، حيث قاد الفريق للفوز بالمسابقة لأول مرة منذ عام 1997. سجل هدفين خلال البطولة، وأبرزها الهدف الافتتاحي في المباراة النهائية على ملعب فرنسا، عندما هزم ليون فريق كان في ركلات الترجيح.

## المسيرة الكروية
في 25 فبراير 2023، ظهر العروش لأول مرة مع ليون، حيث دخل بديلاً في ضد أنجيه، محل تياغو مينديز في الدقيقة 89.

## المسيرة الدولية
اختار تمثيل فرنسا عوضاً عن المغرب على مستوى الشباب. وشارك مع منتخب فرنسا تحت 16 سنة 7 مرات، وسجل مرة واحدة ضد إيطاليا تحت 16 سنة في مباراة ودية. ويلعب مع منتخب فرنسا تحت 19 عامًا.

## إحصائيات المهنة
آخر تحديث 7 أكتوبر 2023.
| النادي          | الموسم          | الدوري            | الدوري | الدوري  | الكأس  | الكأس   | قاري   | قاري    | أخرى   | أخرى    | المجموع | المجموع |
| النادي          | الموسم          | المستوى           | الظهور | الأهداف | الظهور | الأهداف | الظهور | الأهداف | الظهور | الأهداف | الظهور  | الأهداف |
| --------------- | --------------- | ----------------- | ------ | ------- | ------ | ------- | ------ | ------- | ------ | ------- | ------- | ------- |
| شباب ليون       | 2020–21         | البطولة الوطنية 2 | 2      | 0       | —      | —       | —      | —       | —      | —       | 2       | 0       |
| شباب ليون       | 2021–22         | البطولة الوطنية 2 | 9      | 2       | —      | —       | —      | —       | —      | —       | 9       | 2       |
| شباب ليون       | 2022–23         | البطولة الوطنية 2 | 17     | 3       | —      | —       | —      | —       | —      | —       | 17      | 3       |
| شباب ليون       | 2023–24         | البطولة الوطنية 3 | 1      | 1       | —      | —       | —      | —       | —      | —       | 1       | 1       |
| شباب ليون       | المجموع         | المجموع           | 29     | 6       | —      | —       | —      | —       | —      | —       | 29      | 6       |
| أولمبيك ليون    | 2022–23         | الدوري الفرنسي    | 1      | 0       | 1      | 0       | —      | —       | —      | —       | 2       | 0       |
| أولمبيك ليون    | 2023–24         | الدوري الفرنسي    | 1      | 0       | 0      | 0       | —      | —       | —      | —       | 1       | 0       |
| أولمبيك ليون    | المجموع         | المجموع           | 2      | 0       | 1      | 0       | —      | —       | —      | —       | 3       | 0       |
| المجموع الوظيفي | المجموع الوظيفي | المجموع الوظيفي   | 31     | 6       | 1      | 0       | 0      | 0       | 0      | 0       | 32      | 6       |

## الإنجازات
شباب ليون
- كأس جامبارديلا: 2021–22

## روابط خارجية
- محمد العروش على موقع قاعدة بيانات كرة القدم.إي يو (الإنجليزية)
- محمد العروش على موقع Soccerbase.com (لاعب) (الإنجليزية)
- محمد العروش على موقع Soccerway.com (الإنجليزية)
- محمد العروش على موقع AS.com (الإسبانية)